# Radomsko
Radomsko è una città polacca del distretto di Radomsko nel voivodato di Łódź.
Ricopre una superficie di 51,45 km² e nel 2006 contava 50 118 abitanti.

## Storia
La città è situata nel voivodato di Łódź dal 1999, mentre con la precedente suddivisione in voivodati, in vigore fino al 1998, è appartenuta al voivodato di Piotrków.

## Sport
- RKS Radomsko Squadra di Calcio: dal 1979